# Lindsaea brachypoda
Lindsaea brachypoda är en ormbunkeart som först beskrevs av Bak., och fick sitt nu gällande namn av Carl E. Salomon. Lindsaea brachypoda ingår i släktet Lindsaea och familjen Lindsaeaceae. Inga underarter finns listade.